# Subaru CB
Subaru CB — четырёхцилиндровый бензиновый двигатель внутреннего сгорания, выпускающийся с 2020 года японской компанией Subaru. Это четвёртое поколение оппозитных двигателей Subaru (первое — EA, 1966—1994; второе — EJ, 1989—2021; третье — FB/FA, 2010/2012 — настоящее время). 

## Описание
Впервые двигатель CB был представлен в августе 2020 года параллельно со вторым поколением Levorg. По словам производителя, CB расшифровывается как Concentration/Compact Boxer. Двигатель CB относится к четвёртому поколению оппозитных двигателей Subaru. В отличие от FB, шаг отверстия цилиндров уменьшен со 113,0 до 98,6 мм. 
CB — первый двигатель Subaru, в котором осевые линии отверстий цилиндров не пересекаются с осью коленвала. Вместо этого смещение кривошипа составляет 8 мм. Это смещение уменьшает трение при движении поршня вниз. Общий тепловой КПД составляет 40% из-за внедрения сжигания обеднённой смеси с коэффициентом избытка воздуха (λ), равным 2. Инжектор расположен рядом со свечой зажигания в центре камеры сгорания в целях обеспечения надёжного воспламенения обеднённой смеси. Небольшой турбокомпрессор с одной спиралью был оборудован для поддержания объёма наддувного воздуха и улучшения отклика дроссельной заслонки.

## CB18
CB18 — 1,8-литровый 16-клапанный двигатель с двойным AVCS, системой непосредственного впрыска топлива и турбонагнетателем. В отличие от двигателя FB16, который применялся в третьем поколении Levorg, масса двигателя CB18 уменьшена на 14,6 кг, а крутящий момент увеличен с 250 до 300 Н⋅м. Пиковый крутящий момент достигается при более низких оборотах двигателя.
В октябре 2020 года было объявлено, что двигатель CB18 будет устанавливаться на пятое поколение Subaru Forester на японском рынке; другие модели Forester оснащаются гибридной силовой установкой (MHEV) FB20D e-BOXER.
Двигатель CB18 также устанавливается на Subaru Legacy Outback на японском рынке.
В апреле 2022 года компания Subaru была вынуждена приостановить производство Forester, Outback и Levorg после обнаружения неисправности датчиков в двигателе CB18.

### Технические характеристики
- Объём: 1,8 л (1795 см3)
- Клапанный механизм: DOHC
- Наддув: турбонаддув
- Диаметр цилиндра × ход поршня: 80,6 мм × 88 мм
- Степень сжатия: 10,4:1
- Мощность: 130 кВт (175 л. с.) при 5200—5600 об/мин
- Крутящий момент: 300 Н⋅м при 1600—3600 об/мин

### Применения
- 2021 — настоящее время JDM Subaru Levorg (VN5)
- 2021 — настоящее время JDM Subaru Forester (SK5)
- 2021 — настоящее время JDM Subaru Legacy Outback (BT5)
- 2025 — настоящее время JDM Subaru Forester (SL5)